# پس از باران (مانگا)
پس از باران (به انگلیسی: After the Rain) مجموعه مانگا ژاپنی است که توسط جون مایوزوکی نوشته و تصویرگری شده است که از ژوئن ۲۰۱۴ تا نوامبر ۲۰۱۵ در مجله ماهنامه بیگ کامیکس اسپریتس و بعداً در هفته نامه بیگ کامیک اسپیریت از ژانویه ۲۰۱۶ تا مارس ۲۰۱۸ به صورت سریالی منتشر شد. مجموعه تلویزیونی انیمه اقتباسی ساخته استودیو ویت در ۱۲ قسمت از ژانویه تا مارس ۲۰۱۸ پخش شد. همچنین یک فیلم لایو اکشن نیز در می ۲۰۱۸ به اکران درآمد.
تا آوریل ۲۰۱۸، این اثر بیش از دو میلیون نسخه در تیراژ داشت. در سال ۲۰۱۸، پس از باران برنده شصت و سومین جوایز مانگای شوگاکوکان در بخش عمومی شد.

## داستان
پس از باران داستان آکیرا تاچیبانا، یک دانش‌آموز دبیرستانی را روایت می‌کند که به صورت پاره وقت در یک رستوران خانوادگی کار می‌کند که عاشق مدیر آنجا می‌شود، مردی چهل و پنج ساله که طلاق گرفته و یک فرزند پسر هم دارد. آکیرا درگیر خودش می‌شود که به او ابراز علاقه کند یا خیر.